# Pressupost públic
Pressupost públic, pressupostos de l'Estat o pressupostos generals dels poders públics és el document financer de l'estat o un altre poder de l'administració pública, que equilibra els ingressos públics i la despesa pública dins d'un any fiscal. El pressupost constitueix l'expressió xifrada, conjunta i sistemàtica de les obligacions (despeses) que, com a màxim, poden reconèixer i els drets (ingressos) que tenen previstos liquidar durant el corresponent exercici (anual).
L'aprovació dels pressupostos constitueix una de les atribucions bàsiques del congrés o parlament d'un país, mitjançant la corresponent 'Llei de pressupostos', que és una norma legal dictada per aquest òrgan a finals d'any (generalment els últims dies de desembre) que regula tot allò relatiu als pressupostos per a l'any següent. Aquesta llei inclou la relació de despeses que pot exercir l'Estat així com els ingressos que aquest ha d'assolir durant el proper any. A més, és una llei de naturalesa mixta, ja que la seva funció és legislativa però també de control. Per les seves especials característiques, la llei de pressupostos pot tenir una tramitació especial o diferent de les altres lleis.
S'entenen per despeses al conjunt d'erogacions que fa l'Estat per complir les seves finalitats, és a dir, satisfer les necessitats de la societat. Per contra, els recursos són el grup d'ingressos que té l'Estat per a l'atenció de les despeses determinades per les exigències administratives o d'índole econòmic-social.
Per obtenir aquests recursos l'Estat estableix lleis tributàries que han d'estar d'acord amb el que garanteix la Constitució del país.

## Elements fonamentals del pressupost públic
- Caràcter jurídic. El pressupost és una institució jurídica fonamental del Dret Públic, que sanciona la competència del poder legislatiu per controlar l'activitat financera de l'Estat, com a manifestació del caràcter representatiu de la sobirania popular que suposa el parlament.
- Caràcter polític.
- Document d'elaboració periòdica. Aquest caràcter es deriva de la seva naturalesa política i d'instrument de control, que ha de ser renovat periòdicament.
- El pressupost adopta una forma comptable. Des d'aquest punt de vista el pressupost apareix formalment equilibrat, la qual cosa no implica que des del punt de vista econòmic estigui equilibrat.
- El pressupost suposa una autorització de despeses i una previsió d'ingressos.
- Representa la concreció del pla econòmic de la Hisenda Pública.

## Marcs de Mitjà Termini
Són eines institucionals que permeten transcendir al pressupost. Es basa en les projeccions macroeconòmiques per establir límits de despesa tenint en compte l'endeutament i els recursos futurs. Els seus objectius són l'estabilitat i disciplina macrofiscal, l'eficiència en la distribució i l'eficiència en l'ús dels recursos. (vegeu també Eficiència distributiva)

### Marc pressupostari a mitjà termini
Es basa en utilitzar les projeccions per poder estimar les despeses de les agències governamentals per donar certa predictibilitat a les agències. Generalment, la despesa es classifica per funció, sector o ministeri. D'aquesta manera, es col·loquen recursos per a les prioritats de la nació alhora que es cuida la disciplina fiscal. És el tipus de Marc de Mitjà Termini més usat.

### Marc de despesa a mitjà termini
Afegeix al Marc pressupost a mitjà termini elements sobre programes i resultats a la vegada que intenta reforçar la disciplina fiscal i la priorització de recursos. Aquest marc pot adoptar diferents graus de detall en les projeccions de despesa i replica totes les classificacions del pressupost anual.

## El procés pressupostari
La vida d'un pressupost públic es prolonga temporalment per uns trenta-sis mesos en circumstàncies normals, deixant un ampli marge per a les peculiaritats dels diferents països. Es poden diferenciar quatre fases que es solapen cronològicament:

### Elaboració
Es desenvolupa en el poder executiu i suposa un sistema de negociacions múltiples entre els diferents responsables de la confecció del pressupost i els diversos departaments ministerials i òrgans de l'Estat.
És obligació de l'estat de fer el pressupost, en ser aquest un instrument de preparació i control.
En el procés d'elaboració del pressupost actuen: el govern central, constituït pels operadors constitucionals; governs regionals, governs locals, organismes descentralitzats, institucions públiques descentralitzades, la societat de beneficència pública, empreses públiques, privades o mixtes.
La institució encarregada d'elaborar el pressupost busca l'equilibri financer, o pressupostari, d'ingressos i despeses.

### Aprovació
Un cop acabada l'elaboració del pressupost pel govern ha de passar al parlament respectiu - Corts Generals a Espanya -, on es discuteix i, si s'escau, es pot aprovar.

### Execució
L'execució pressupostària no és més que l'activitat de l'Administració dirigida a la realització de les despeses i a la materialització dels ingressos previstos en el pressupost per a un període determinat, en general anual.

### Control
El control es realitza mitjançant els interventors i posteriorment es comprova que la despesa ha estat correcta.

## Principis pressupostaris
Els principis que segueixen els pressupostos públics han anat evolucionant segons han evolucionat les teories econòmiques, passant de la visió de les teories clàssiques a les noves, com el keynesianisme, des de les crisis econòmiques de l'inici del segon terç del segle xx.
- Principi de competència popular: correspon al poble, titular de la sobirania nacional, la fixació de qualsevol cobrament i pagament de l'Estat. Al Poder legislatiu li correspon l'aprovació dels pressupostos.

- Principi d'universalitat: els pressupostos han de recollir la totalitat dels ingressos i les despeses derivades de l'activitat financera de l'Estat, perquè d'aquesta forma sigui controlable pel Parlament.

- Principi d'especialitat qualitativa, quantitativa i temporal: els recursos s'han d'assignar exactament per als objectiu fixats en el document pressupostari. Es permeten, però, transferències pressupostàries que autoritzen el transvasament entre distints conceptes del pressupost seguint els procediments establerts. L'autorització que suposa la despesa pública té com a àmbit temporal el que fixa el pressupost.

- Principi de publicitat: la publicitat sorgeix com una conseqüència inevitable en ser el pressupost una qüestió que afecta tots els ciutadans que han determinat el seu contingut a través del parlament.

## Tècniques pressupostàries
El pressupost és una tècnica en si mateixa. Ací diverses tècniques pressupostàries:
- Pressupost per objectius o pressupost d'execució
- Sistema pressupostari planificat per programes
- Pressupost base zero[6]